# آشنایی با لیلا
آشنایی با لیلا فیلمی به کارگردانی عادل یراقی و نویسندگی عباس کیارستمی محصول سال ۱۳۹۱ می‌باشد.
این فیلم در جشنواره ویدئویی تهران به عنوان بهترین فیلم اول معرفی شده و در جشنواره‌های بین‌المللی تاشکند و جشنواره فیلم‌های ایرانی سانفرانسیسکو جوایز بهترین کارگردانی و بهترین بازیگر زن را دریافت کرده است.

## داستان فیلم
نادر ایده پرداز یک شرکت تبلیغاتی است که به شدت به سیگار وابسته است. او عقیده دارد کشیدن سیگار به ایده پردازی او کمک می‌کند. لیلا تستر یک شرکت اسانس عطر است و از حس بویایی فوق‌العاده ای برخوردار است. نادر و لیلا با هم آشنا می‌شوند. تنها شرط لیلا برای ازدواج با نادر ترک سیگار برای همیشه است. نادر شرایط مالی خوبی ندارد و برای ادامه به کار به سیگار نیازمند است او می‌بایست بین لیلا و سیگار یکی را انتخاب کند…